# Молодове V
Молодове V — багатошарова стоянка на правому березі Дністра в урочищі Голий Щовб, поблизу с. Братанівка Сокирянського району Чернівецької області. Має 20 культурних шарів (мустьє — палеоліт пізній), датується від 60–50 до 10 тис. років тому. Для мустьєрських шарів характерна індустрія левалуа-мустьєрського типу. Основним об'єктом полювання був мамонт.
У пізньопалеолітичних шарах, крім крем'яних виробів, зафіксовані рештки житлових комплексів. Кам'яна індустрія (призматична техніка, домінування різців, скребки, мікропластинки, граветські вістря та пластинки з притупленим краєм) є виразно граветською (див. Гравет). Різноманітну колекцію складають вироби з кістки й рогу: наконечники дротиків, мотики, молотки, випрямлячі, шила тощо. Трапляються мистецькі твори: прикраси, фрагменти антропоморфної скульптури. Найбільш оригінальною серед них є флейта з рогу північного оленя. Фауна представлена кістками північного оленя.